# Montalvânia
Montalvânia is een gemeente in de Braziliaanse deelstaat Minas Gerais. De gemeente telt 16.135 inwoners (schatting 2009).

## Aangrenzende gemeenten
De gemeente grenst aan Bonito de Minas, Cônego Marinho, Juvenília, Manga, Miravânia en Cocos (BA).

## Verkeer en vervoer
De plaats ligt aan de radiale snelweg BR-030 tussen Brasilia en Ubaitaba. Daarnaast ligt ze aan de wegen BR-135.